# Brăduț Covaliu
Brăduț Covaliu (n. 1 aprilie 1924, Sinaia – d. 29 mai 1991, București) a fost un pictor român, reprezentant al realismului socialist.
Între 1942-1947, a studiat la Academia de arte frumoase din București avându-l ca profesor la pictură pe Jean Al. Steriadi. A debutat în 1953, expunând la Salonul Oficial, apoi a participat cu regularitate la expozițiile oficiale (republicane și municipale) precum și la numeroase expoziții de grup în țară și peste hotare, pe toate continentele. În 1962, reprezintă România la Bienala de la Veneția. În 1963, este ales secretar al Uniunii Artiștilor Plastici, iar în 1968, este ales Președinte al aceluiași for. Din 1969, desfășoară activitate didactică la Institutul pedagogic din București, apoi la Institutul „N. Grigorescu”.

## Stilul pictural
Brăduț Covaliu a debutat ca peisagist și portretist pe șantierul barajului Bicaz, unde a redat legăturile omului cu spațiul înconjurător, integrarea lui în freamătul vieții moderne.
Brăduț Covaliu, care inițial s-a distins prin rigurozitatea desenului, temperanța culorilor și ingeniozitatea orchestrării acestora, a trecut de la peisaje de factură tradițională la peisaje cu elemente abstracte și simbolice. A realizat, de asemenea, naturi statice stilizate și decorative, precum și portrete cu unele note moderne, ușor cubiste.

## Premii și distincții
- 1962 – Premiul „Andreescu”;
- 1964 – Ordinul Muncii clasa a III-a „pentru merite deosebite în opera de construire a socialismului, cu prilejul celei de a XX-a aniversări a eliberării patriei”[5]
- 1968 – Ordinul „Meritul Cultural” clasa a II-a „pentru activitate deosebită în domeniul artelor plastice”[6]
- 1971 – Ordinul „Steaua Republicii Socialiste România” clasa a III-a „cu prilejul aniversării a 50 de ani de la constituirea Partidului Comunist Român, [...] pentru merite deosebite în opera de construire a socialismului”[7]
- 1979 – Premiul I al Festivalului „Cântarea României”;
- 1981 – Marele premiu al U.A.P.;
- 1981 – Grand premio internationale „Trionfo 1981”;
- 1981 – Premiul „Omagio a Picasso” – Roma;
- 1981 – Premiul I al Festivalului național „Cântarea României”.

## Scrieri proprii
- Brăduț Covaliu: Pe țărmurile artei, Editura Meridiane, București, 1977

## Scrieri despre Brăduț Covaliu
- Ion Frunzetti: Brăduț Covaliu, Editura Meridiane, București, 1975
- Album Brăduț Covaliu, 31 pagini text, 102 reproduceri, Editura Meridiane, București, 1985